# Campeonato Centro-Americano de Voleibol Masculino Sub-23
O Campeonato Centro-Americano de Voleibol Masculino Sub-23 é uma competição continental organizada pela AFECAVOL, associação sub-zonal da NORCECA.

## História
Em virtude da criação da categoria Sub-23 no ano de 2012 pela FIVB, a AFECAVOL realizou neste mesmo ano o I Campeonato Centro-Americano de Voleibol Masculino da categoria, em Honduras. A Guatemala foi a campeã, derrotando a seleção da Costa Rica, enquanto que os donos de casa ficaram com o bronze.
Na edição seguinte a Guatemala voltou a conquistar o título, assegurando uma vaga na Copa Pan-Americana de Voleibol Masculino Sub-23 de 2014. A Costa Rica, que obteve a mesma campanha que seleção guatemalteca, se manteve mais uma vez com a prata, perdendo pelo set avarage. Já El Salvador subiu ao pódio pela primeira vez, obtendo uma medalha de bronze.
O III Campeonato Centro-americano da categoria foi realizado entre os dias 25 e 31 de Julho de 2016 no Panamá e deu ao campeão uma vaga na Copa Pan-Americana de Voleibol Masculino Sub-23. A equipe guatemalteca comprovou mais uma vez sua superioridade na cateogira e conquistou seu terceiro campeonato consecutivo, de maneira invicta. Os donos da casa subiram ao pódio pela primeira vez, conquistando uma prata, enquanto a Costa Rica garantiu a medalha de bronze.
A IV edição reforçou a soberania da Guatemala, conquistando seu quarto título, de maneira invicta. Tal geração também havia conquistado anteriormente os Campeonatos Centro-americanos nas categorias Sub-21 e Sub-19. Conquistando sua primeira medalha, a Nicarágua ficou com a prata, enquanto o Panamá caiu uma posição em relação à edição anterior, contentando-se com o bronze.

## Vencedores

### Quadro de Medalhas
| Ordem | País        | Medalha de ouro | Medalha de prata | Medalha de bronze | Total |
| ----- | ----------- | --------------- | ---------------- | ----------------- | ----- |
| 1     | Guatemala   | 4               | 0                | 0                 | 4     |
| 2     | Costa Rica  | 0               | 2                | 1                 | 3     |
| 3     | Panamá      | 0               | 1                | 1                 | 2     |
| 4     | Nicarágua   | 0               | 1                | 0                 | 0     |
| 5     | El Salvador | 0               | 0                | 1                 | 1     |
| 5     | Honduras    | 0               | 0                | 1                 | 1     |